# Brajan Džonson (engleski pevač)
Brajan Džonson (engl. Bryan Johnson; 18. jul 1926 – 18. oktobar 1995) bio je engleski pevač i glumac.

## Karijera
Nakon što je ispao u polufinalu kvalifikacija za englesku pesmu za Evroviziju 1957. godine, pokušao je ponovo 1960. godine kada je pobedio i otišao na Evroviziju. Na Pesmi Evrovizije 1960. godine pevao je pesmu "Looking high, high, high". Imao je isti plasman kao njegov brat i snaja prošle godine (2. mesto), sa 25 bodova. Džonson je pokušao predstavljati Ujedinjeno Kraljevstvo na Pesmi Evrovizije 1961. godine. Međutim, na engleskom nacionalnom izboru je sa pesmom "A Place in the Country" završio peti.
U glumačkoj karijeri najznačajnije uloge su mu Feste u delu "Bogojavljenska noć" i budala u "Kralju Liru". Kasnije je glumio u mjuziklima kao što su "Lock Up Your Daughters" i veliki uspjeh je stekao kao Scrooge u predstavi "A Christmas Carol".
Džonson je ispričao svoja iskustva o Evroviziji u jednoj epizodi emisije "Gloria Live", sa Gloriom Hunniford, emitovane na BBC One 4. maja 1990. godine.